# 贝里科山圣母朝圣地
贝里科山圣母朝圣地 (義大利語：Basilica di S. Maria di Monte Berico)是一座罗马天主教宗座圣殿和圣母朝圣地，位于意大利北部维琴察，矗立在俯瞰城市的山顶上。 

## 起源
根据传说和若干文献记载，圣母玛利亚曾两次在山上向农夫文森扎·帕西尼显现，第一次在1426年3月7日，第二次在1428年8月1日。当时可怕的瘟疫已在威尼托横行多年。圣母许诺如果维琴察人在山顶上建一座教堂，就除去瘟疫。人民信守诺言，在3个月内建成教堂。
最初的教堂后来成为朝圣地。它由建筑师卡洛·博雷拉设计（1688年），由雕塑家奥拉齐奥·马里纳利装饰。维琴察市下令公证人进行调查，调查这两起特殊事件。调查于1430年11月进行。记录今天仍然保存在城市图书馆。
最初在1429年11月2日，该市将教堂交给圣彼济大修女会。1435年5月底，修女听从1435年3月18日恩仁四世的命令，离开教堂。1435年5月31日，教堂和修道院交给圣母忠仆会。第二天，维琴察主教方济各·马利皮耶罗为教堂命名。

## 广场
圣殿北立面前面的维多利亚广场（Piazzale della Vittoria）落成于1924年9月23日。可以俯瞰维琴察城市的全景。这个大型开放式阳台周围有巨大的圆形水泥栏杆。栏杆的顶部标出威尼托大区著名的景色，包括格拉帕山、多洛米蒂山山麓、莱西尼山、威尼斯潟湖, 帕苏比奥山，皮亚夫河等等。

## 圣母
圣母玛利亚的雕像是由尼科莱·达·威尼斯雕刻于1430年, 圣母第二次向当地农民文森扎·帕西尼显现两年后。

## 修复
教堂在几个世纪中反复改建，参与的著名的建筑师包括安德烈亚·帕拉弟奥、皮奥韦内和米廖兰扎。所有这些变化今天仍然可见。

## 建筑
1595年，威尼斯共和国在维琴察的领导人贾科莫·布拉加丁下令建造为纪念圣母玛利亚而建造的楼梯。楼梯终止在半山的一个小空地，可俯瞰下面的城市景观。.

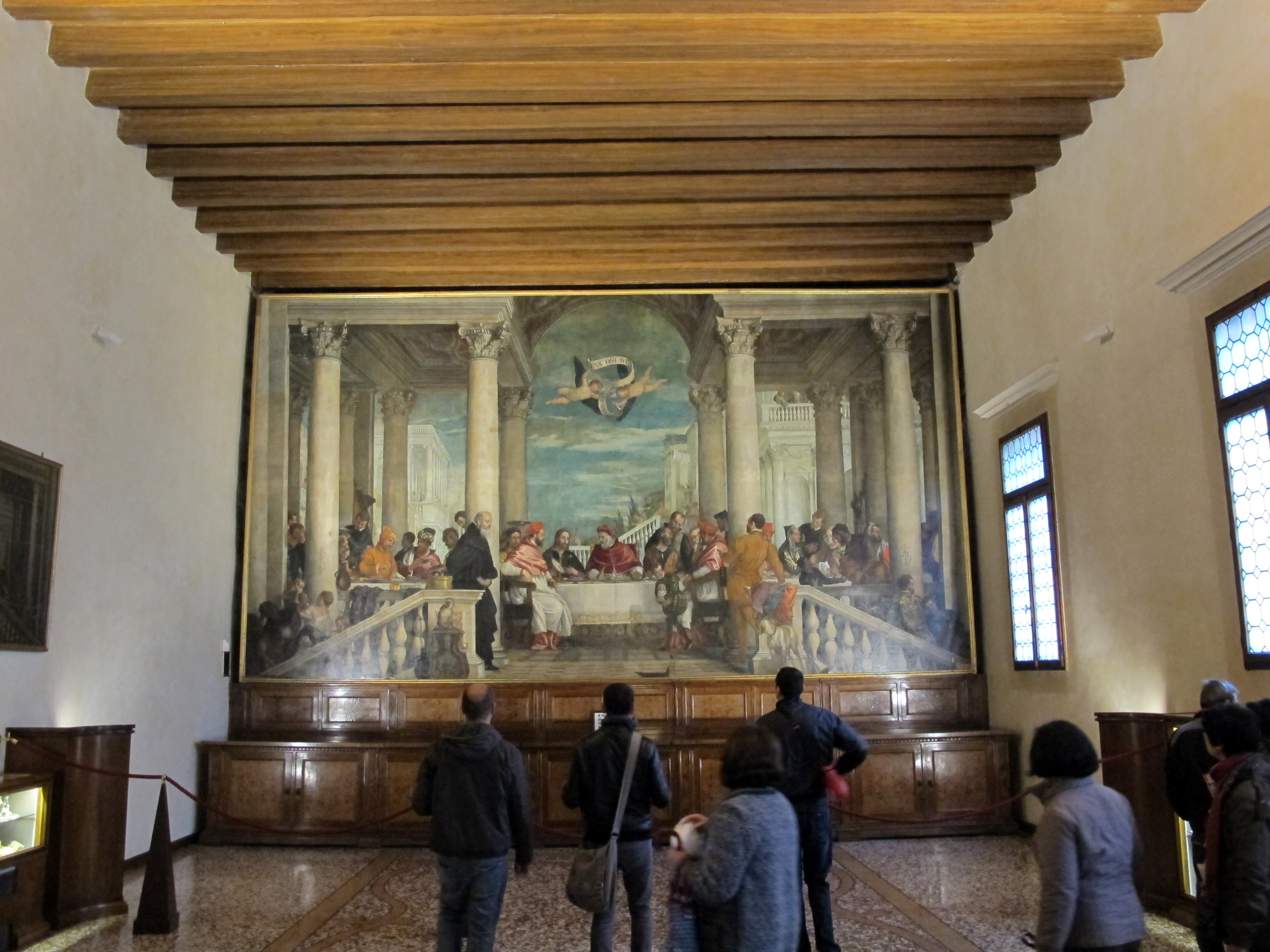
保罗·委罗内塞的《教宗額我略一世的晚餐》

台阶连接城市与圣母朝圣地，是由弗朗切斯科·穆托尼于1746年3月7日设计和建造。楼梯的总长度约为700米，由150个拱门组成，分为十组，每一组象征十五端奧蹟 。
教堂内有许多艺术品，包括：
- 《教宗額我略一世的晚餐》，保罗·委罗内塞（1572年）。

教宗額我略一世经常与12个人吃饭，以纪念最后的晚餐，一次来了一位意想不到的朝圣者，自称是耶稣。链中的猴子被认为是异教的象征，而狗象征着忠诚的力量。
- 《圣母怜子》，巴托洛梅奥 · 蒙塔尼亚（1500 年代初）
- 《圣母与四福音作者》和《基督的洗礼》，亚历山德罗马甘扎
- 正祭台画描绘《维琴察人将贝里科山教堂献给圣母》，朱利奥·卡皮奥尼